# 캐슬바니아: 비애의 새벽
《캐슬바니아: 비애의 새벽》(Castlevania: Dawn of Sorrow)은 코나미가 발매한 액션 어드벤처 게임이다. 닌텐도 DS로 발매된 첫번째 캐슬바니아 게임이다. 2005년 8월 25일 일본서 《악마성 드라큘라: 창월의 십자가》(悪魔城ドラキュラ 蒼月の十字架)라는 제목으로 처음 출시됐으며, 같은 해 유럽 및 북미 지역에 각각 9월, 10월에 발매됐다.
줄거리상으로 〈캐슬바니아: 비애의 아리아〉의 후속작이며, 드라큘라가 완전히 사망한 후 환생한 주인공 크루스 소마의 이야기를 다뤘다. 전작에서 아군의 도움으로 어둠에 빠지는 것은 막았지만, 드라큘라를 숭배하는 사이비 종교가 나타나 소마의 목숨을 노린다. 군주를 부활시키려는 그들의 음모를 저지하기 위해 크루스 소마는 전우와 다시 뭉친다.
〈캐슬바니아: 비애의 새벽〉은 시리즈 내에서 정립된 플랫폼 및 액션 롤플레잉 게임플레이 요소와 전작 〈비애의 아리아〉의 소울 시스템을 가져왔다. 또한 닌텐도 DS의 터치펜으로 그려 적을 제압하는 마봉진 시스템이나 주어진 레벨 내에서 경주를 하는 다인용 모드도 새로 도입했다. 게임 언론으로부터 호평을 받은 〈비애의 새벽〉은 발매 직후 일본서 첫주만에 15,000매, 북미서 첫 세 달동안 164,000매 가량의 판매량을 기록했다. 이후 '코나미 더 베스트' 상표로서 일본서 2006년 6월 29일 재발매됐다.

## 평가
| 평가 |        |
| --- | ------ |
| 통합 점수 통합사 점수 게임랭킹스 90.35% [ 4 ] 메타크리틱 89/100 [ 5 ] 평론 점수 평론사 점수 1UP.com A [ 6 ] 올게임 [ 7 ] 유로게이머 9/10 [ 8 ] 패미츠 33/40 [ 9 ] 게임스팟 8.9/10 [ 10 ] 게임스파이 [ 11 ] IGN 9.3/10 [ 12 ] 엑스플레이 [ 13 ] |        |
| 통합 점수 |        |
| 통합사 | 점수   |
| 게임랭킹스 | 90.35% |
| 메타크리틱 | 89/100 |
| 평론 점수 |        |
| 평론사 | 점수   |
| 1UP.com | A      |
| 올게임 | [ 7 ]  |
| 유로게이머 | 9/10   |
| 패미츠 | 33/40  |
| 게임스팟 | 8.9/10 |
| 게임스파이 | [ 11 ] |
| IGN | 9.3/10 |
| 엑스플레이 | [ 13 ] |